# Хара-Хото
41°45′54″ пн. ш. 101°08′42″ сх. д. / 41.765° пн. ш. 101.145° сх. д.
Хара-Хото («Чорне місто») — археологічна пам'ятка, руїни стародавнього тангутського міста Едзіна (Хейжунчен) в хошуні Едзін аймака Алашань (Внутрішня Монголія, Китай). Саме це місто, як вважається, було описане Марко Поло в його «Книзі чудес світу» під назвою Етзіна. Місто мало прямокутну форму, його розміри в плані складали 440 × 360 м.

## Історія
Місто відоме з першої половини XI століття — засноване приблизно в 1032 році; незабаром стало важливим торговим центром тангутської держави. Було захоплене Чингісханом у 1226 році; в радянських джерелах зазначено, що місто піддалося руйнуванню, тоді як в різних зарубіжних — що було одним з небагатьох тангутських міст, не тільки не зруйнованих, але і пережило новий розквіт при монгольському правлінні. Легенди відносять руйнування міста до 1372 року, коли Едзін, гарнізоном якого командував Хара-Батор, було оточене військами китайської династії Мін; при цьому однією з причин залишення міста жителями могла стати й гостра нестача води.
Завдяки віддаленому і важкодоступному місцю розташування в Хара-Хото збереглися недоторканими багато артефактів XIII століття, в тому числі глинобитні стіни з бастіонами та баштами, руїни релігійних буддійських (субургани) і різних світських будівель (майстерні, готелі, склади, крамниці, житлові будинки). Завдяки доброму стану вдалося скласти приблизний план міста і довести наявність в ньому системи зрошувальних каналів. Серед виявлених артефактів, крім численних рукописів, — предмети буддійського культу, китайські монети, юаньські паперові гроші (іноді звані першими подібними в історії), різні сільськогосподарські та ремісничі знаряддя.
Перші наукові дослідження руїн Хара-Хото проводив український географ і мандрівник Козлов Петро Кузьмич, експедиції під керівництвом якого працювали тут в 1907–1909 і 1926 роках. Перша експедиція стала фактичним відкриттям Хара-Хото і тангутської культури в цілому: з неї в Петербург були доставлені, крім безлічі інших знахідок, більш як 2000 книг і сувоїв тангутською мовою; значна частина вивезених Козловим артефактів нині зберігається у фондах Ермітажу. Однією з найважливіших знахідок експедиції Козлова був тангутсько-китайський словник, набуття якого дозволило розпочати роботи з дешифрування тангутської писемності.
Розкопки в Хара-Хото проводили також Аурел Стейн (1917), Ленгдон Ворнер (1925), Фольке Бергман (1927), Свен Гедін (1927–1931) та інші вчені. Китайськими експедиціями в 1983–1984 роках було виявлено понад 3000 тангутських рукописів.

## Галерея

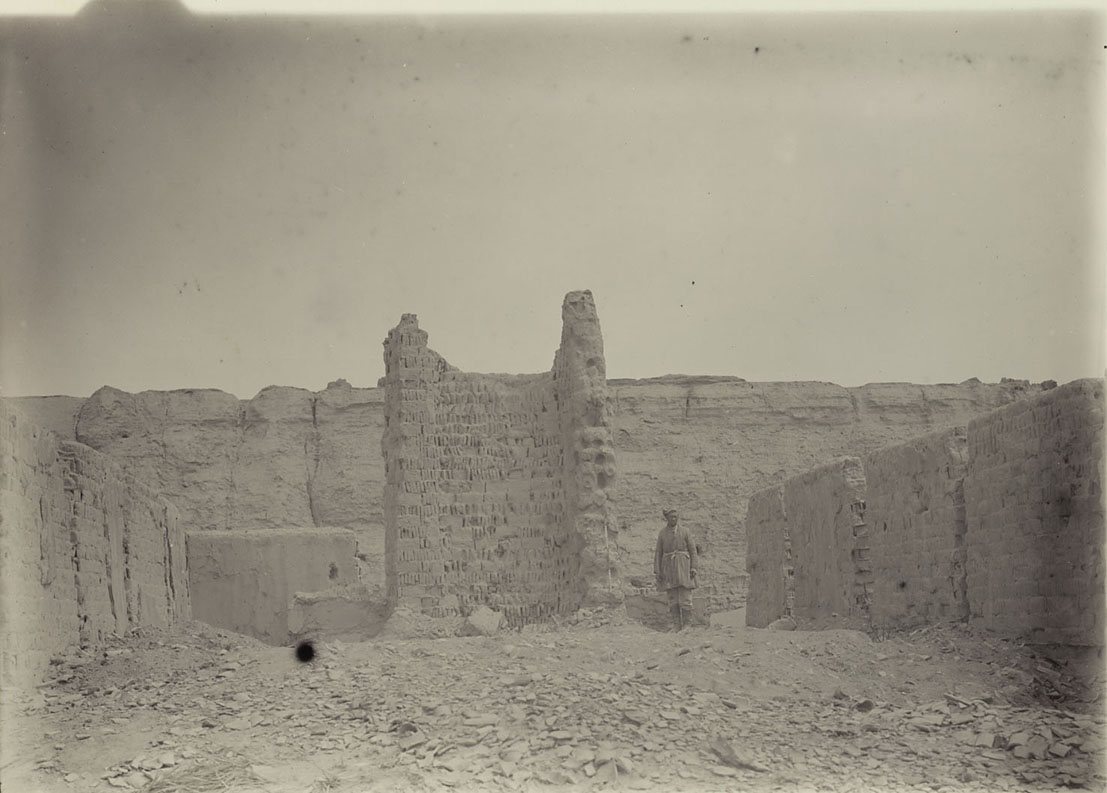
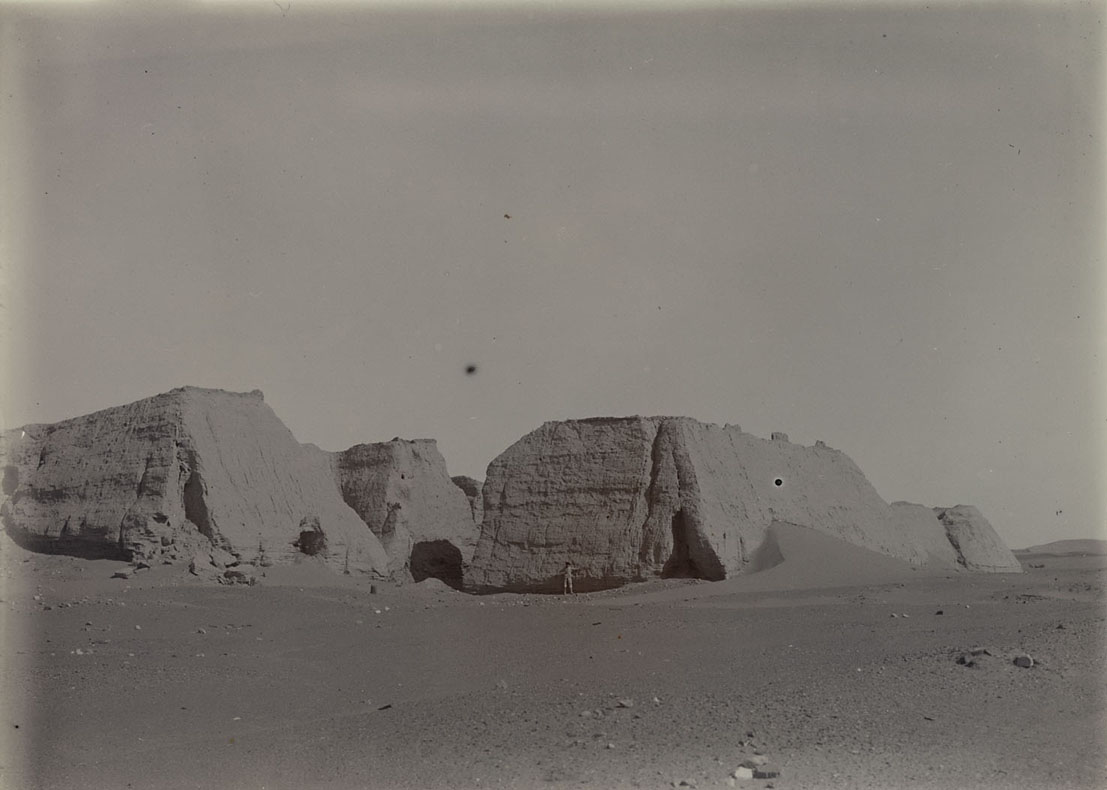
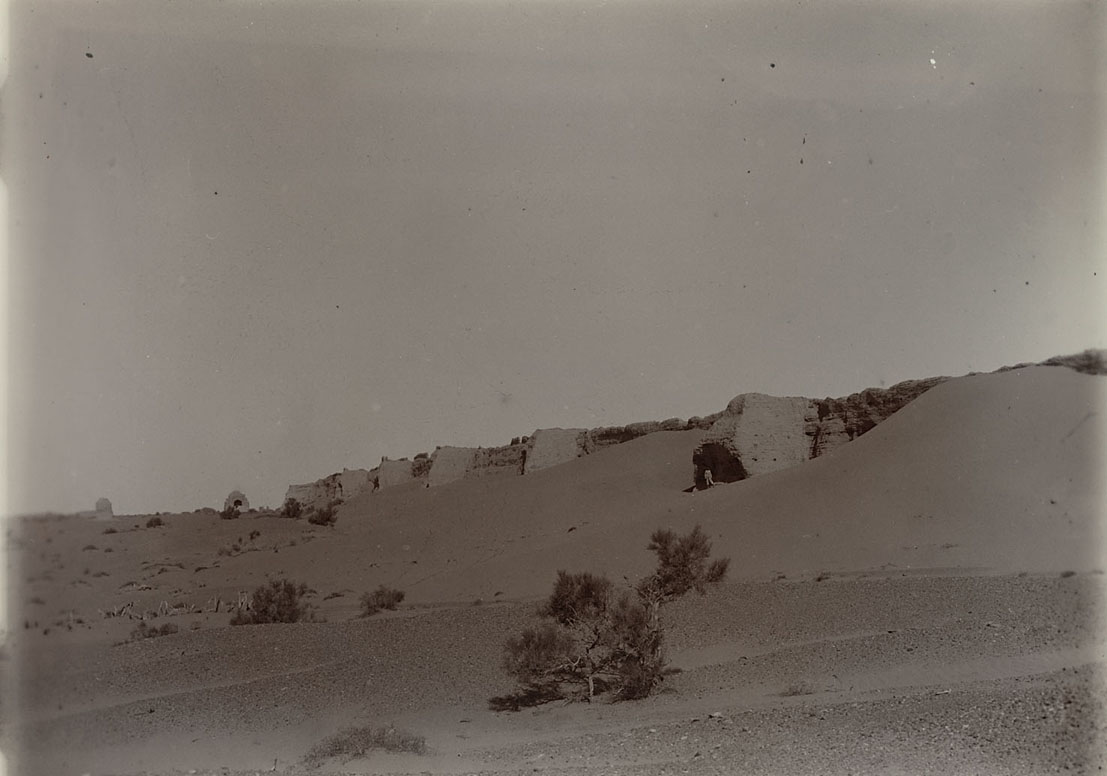